# Вилстер
Вилстер (њем. Wilster) град је у њемачкој савезној држави Шлезвиг-Холштајн. Једно је од 112 општинских средишта округа Штајнбург. Према процјени из 2010. у граду је живјело 4.392 становника. Посједује регионалну шифру (AGS) 1061113, NUTS (DEF0E) и LOCODE (DE WIL) код.

## Географски и демографски подаци
Вилстер се налази у савезној држави Шлезвиг-Холштајн у округу Штајнбург. Град се налази на надморској висини од 2 метра. Површина општине износи 2,7 km². У самом граду је, према процјени из 2010. године, живјело 4.392 становника. Просјечна густина становништва износи 1.621 становник/km².

## Међународна сарадња
| Мјесто | Држава | Врста сарадње | Од    |
| ------ | ------ | ------------- | ----- |
|        | Пољска | контакт       | 1991. |
| Извор  |        |               |       |